# Histoire des mines de Haute-Hongrie
L'histoire des mines de Haute-Hongrie concerne plusieurs villes appartenant de nos jours à la Slovaquie. Celles-ci furent pendant plusieurs siècles, dès le Moyen Âge, célèbres dans toute l’Europe par leurs mines d’or, d'argent et de cuivre.

## Mines de Slovaquie
Les principales étaient « Körmöcbánya » (Kremnitz en allemand, et Kremnica en slovaque), « Selmecbánya » (Schemnitz, en allemand et Banska Štiavnica en slovaque), la mine de cuivre de « Úrvölgy » (Herrengrunde ou Herrngrund en allemand et Špania Dolina en slovaque), qui se trouve dans la même région.
Cette région minière d’influence germanique comptait sept villes minières de Haute-Hongrie, dans l’actuelle Slovaquie centrale : Újbánya (Nová Baňa), Selmecbánya (Banská Štiavnica), Körmöcbánya (Kremnica), Besztercebánya (Banská Bystrica), Bakabánya (Pukanec), Bélabánya (Banská Belá) et Libetbánya (Ľubietová).

## Histoire duXIIeauXVIIesiècles
Ces sites ont joué un rôle très important dans le développement économique mondial, lorsque leur production, envoyée à Anvers par le marchand allemand Jakob Fugger ont servi de produits d'échange dans les nouvelles colonies portugaises, à la fin du XVe siècle, puis sous le règne de Marie de Hongrie, sœur de Charles Quint, qui dut lutter contre le protestantisme, malgré ses convictions et se retira après 1555 en Espagne.
L'extraction de métaux, surtout de l'argent, occupe en particulier dès le Moyen Âge une place importante dans l'histoire de Banská Štiavnica, fondée en 748 sur les fortes pentes d'un volcan effondré et aujourd'hui classée par l'UNESCO au patrimoine mondial, où sera pour la première fois utilisée la poudre à canon dans une mine, en 1627.
Au XIIe siècle, des colons allemands s'installent dans la région. Ils arrivèrent à Iglau, puis Körmöcbánya et Selmecbánya. L'habileté et les connaissances  des allemands les firent inviter par les souverains, désireux de les voir exploiter les richesses du sous-sol. L'exploitation des gisements d'or, de cuivre et d'argent s'intensifie, attire une abondante main-d'œuvre venue de tous les coins d'Europe centrale.
Les mines de Hongrie et Slovaquie fournirent aussi de l’antimoine, du cinabre, du grenat, de l’onyx, de l’opale, de l’orpiment et de la turquoise. La cartographie minière développée en Slovaquie a considérablement influencé le développement minier dans le royaume des Habsbourg et à l’étranger.

## Renouveau des méthodes auxXVIIIeetXIXesiècles
Plusieurs cartes remontent au XVIIe siècle mais la plupart datent de la fin du XVIIIe siècle et du début du XIXe siècle. À cette époque, les mines et leurs techniques étaient florissantes en Slovaquie, et souvent, à la pointe du développement mondial.
Le patrimoine documentaire « Cartes et plans miniers de la Chambre Haute - Bureau des comptes de Banská Štiavnica » est une collection de quelque 20 000 documents du XVIIe au début du XXe siècle, cartes et plans des installations de toutes les régions minières de Hongrie et des pays avoisinants (Transylvanie, Banat, Slovénie et autres). Certaines cartes représentent des mines et autres installations techniques, notamment le système unique de réservoirs d’eau de Selmecbánya.
De nouvelles méthodes furent introduites par les « apprentis », les milliers d’étudiants de l’Académie des Mines et des forêts de Selmecbánya entre 1764 et 1918, venus de diverses régions de l’Empire austro-hongrois et d’Europe.
La description du travail des mineurs a été connue en Europe de l'Ouest par la « Relation de plusieurs voyages d’Edward Brown » (Paris, 1674) et les « Epistolae itinerariae » de Jacques Tollius (Amsterdam, 1700). Montesquieu consacre des développements particuliers à sa visite des mines de cuivre de Kremnitz (Kremnica), Schemnitz (Banská Štiavnica) et Neu-Sohhl (Banská Bystrica) lors de son voyage en Hongrie de 1728.   Le français Antoine-Marie Lefebvre d'Hellancourt (1759-1813), du Corps des Mines, et ancien élève de l’Académie des Mines et des forêts de Selmecbánya, a décrit la mine de cuivre d'Úrvölgy , ainsi que la mine de fer de Kisgaram (Rhonitz) et du Cirque, en Haute-Hongrie, et celle de la montagne de Calvari-Berg, au Nord de Selmecbánya, qu'il reconnut le premier pour être volcanique, par un Mémoire à l'Académie Royale des Sciences, en juin 1788. Il a aussi décrit le travail des fonderies de Selmecbánya pour la séparation de l'argent, du plomb et du cuivre, et celle des travaux de Körmöcbánya pour le travail des monnaies, et pour le lavage et la concentration des pyrites aurifères.